# Botswana International 2013
Die Botswana International 2013 im Badminton fanden vom 6. bis zum 8. Dezember 2013 im Lobatse Stadium in Lobatse statt.

## Sieger und Platzierte
| Disziplin    | Gold                              | Silber                       | Bronze                              |
| ------------ | --------------------------------- | ---------------------------- | ----------------------------------- |
| Herreneinzel | Jacob Maliekal                    | Alen Roj                     | Prakash Vijayanath                  |
| Herreneinzel | Jacob Maliekal                    | Alen Roj                     | Kek Jamnik                          |
| Dameneinzel  | Telma Santos                      | Elme de Villiers             | Grace Gabriel                       |
| Dameneinzel  | Telma Santos                      | Elme de Villiers             | Hadia Hosny                         |
| Herrendoppel | Alen Roj Kek Jamnik               | Andries Malan Jovica Rujevic | Ruan Snyman Bremer Naude Visser     |
| Herrendoppel | Alen Roj Kek Jamnik               | Andries Malan Jovica Rujevic | Daniel Sam Emmanuel Donkor          |
| Damendoppel  | Elme de Villiers Sandra Halilovic | Grace Gabriel Yeldi Louison  | Michelle Butler-Emmett Jennifer Fry |
| Damendoppel  | Elme de Villiers Sandra Halilovic | Grace Gabriel Yeldi Louison  | Doha Hany Naja Mohamed              |
| Mixed        | Abdelrahman Kashkal Hadia Hosny   | Sahir Edoo Yeldi Louison     | Andries Malan Jennifer Fry          |
| Mixed        | Abdelrahman Kashkal Hadia Hosny   | Sahir Edoo Yeldi Louison     | Tefo Kabomo Bonolo Amos             |